# NGC 1953
NGC 1953 је расејано звездано јато у сазвежђу Златна риба које се налази на NGC листи објеката дубоког неба.
Деклинација објекта је - 68° 50' 18" а ректасцензија 5h 25m 27,9s. Привидна величина (магнитуда) објекта NGC 1953 износи 11,7 а фотографска магнитуда 11,9. NGC 1953 је још познат и под ознакама ESO 56-SC118.